# Politikåret 1804

## Händelser
- 10 maj – William Pitt efterträder Henry Addington som Storbritanniens premiärminister.[1]

## Födda
- 23 november – Franklin Pierce, amerikansk politiker, representanthusledamot 1833–1837, senator 1837–1842, USA:s president 1853–1857.

### Fotnoter
1. ↑  ”United Kingdom” (på engelska). World Statesmen. http://www.worldstatesmen.org/United_Kingdom.html. Läst 30 juli 2015.